# Tura (Ungarn)
Tura ist eine ungarische Stadt im Kreis Aszód im Komitat Pest.

## Geografische Lage
Tura liegt 10 Kilometer südöstlich der Kreisstadt Aszód an dem Fluss Galga. Nachbargemeinden sind Galgahévíz, Hatvan, Boldog, Jászfényszaru, Zsámbok und Vácszentlászló.

## Geschichte
Tura wurde 1220 erstmals urkundlich erwähnt. Im Jahr 1913 gab es in der damaligen Großgemeinde 938 Häuser und 5576 Einwohner auf einer Fläche von 8903 Katastraljochen. Sie gehörte zu dieser Zeit zum Bezirk Aszód im Komitat Pest-Pilis-Solt-Kiskun. Tura erhielt im Juli 2001 den Status einer Stadt.

## Sehenswürdigkeiten
- Obelisk in Erinnerung der Schlacht bei Tura im Jahr 1849, errichtet 1888
- Pavillon-Brunnen, erschaffen 1995 von Zsuzsa Pannonhalmi
- Römisch-katholische Kirche Nagyboldogasszony
- Schossberger Schloss, ein 1873 bis 1883 für Baron Sigmund von Schossberger erbautes Neorenaissance-Schloss nach Plänen des Architekten Miklós Ybl.[2]
- Szentháromság-Säule, erschaffen 1868

## Persönlichkeiten
- Endre Kelemen (* 1947), Hochspringer

## Städtepartnerschaften
- Jasov, Slowakei (seit 1994)[3]
- Sântimbru, Rumänien (seit 1994)[3]